# Hubert (glaciär i Antarktis)
Hubert är en glaciär i Antarktis. Den ligger i Västantarktis. Argentina, Chile och Storbritannien gör anspråk på området. Hubert ligger 460 meter över havet.
Terrängen runt Hubert är huvudsakligen kuperad, men den allra närmaste omgivningen är platt.  Trakten är obefolkad. Det finns inga samhällen i närheten.